# 國立臺灣科技大學管理學院
國立臺灣科技大學管理學院簡稱臺科大管院，是國立臺灣科技大學的六所學院之一，為全國二所通過國際頂尖商學院的EQUIS認證、AACSB認證之商學院，與政大商學院並列，並與澳洲昆士蘭大學商學院合作開辦碩士雙聯學位計畫。
國立臺灣科技大學管理學院正式成立於1998年，設有管理學士班、企業管理系、工業管理系、資訊管理系等四個大學部，以及管理研究所、管理學院MBA、財務金融研究所、科技管理研究所等四個研究所。
國立臺灣科技大學管理學院的前身歷史悠久，旗下的工業管理系與臺灣科技大學同一時間成立（創校第一系），是臺灣英語授課及外籍學生比例最多的系所。

## 所屬系所
- 管理學士班（學士）
- 企業管理系（學士、碩士、博士）
- 工業管理系（學士、碩士、博士）
- 資訊管理系（學士、碩士、博士）
- 管理研究所暨EDBA/EMBA（碩士、博士）
- 管理學院MBA（碩士）
- 財務金融研究所（碩士、博士）
  - 財務金融學士學位學程（學士；僅開放雙主修及輔系）
- 科技管理研究所（碩士）
  - 科技管理學士學位學程（學士；僅開放雙主修及輔系）

## 授課模式
2005年，拜師學藝哈佛大學之個案教學法。每年選派院內系所教職員赴美國哈佛大學接受個案教學培訓，設立產業個案研究中心。
2012年，推派教師前往美國巴布森學院進行創新創業研習，並引進巴布森創業教育模式，設置創業管理學程，邀請產業中高階主管擔任業師，以實踐學生的創業計畫

## 外部連結
- 國立臺灣科技大學管理研究所